# Magical Girl Site
Magical Girl Site (魔法少女サイト?, Mahō shōjo saito, lett. "Il sito della ragazza magica") è un manga scritto e disegnato da Kentarō Satō. La serie è incentrata su Aya, una studentessa delle scuole medie vittima di bullismo, che acquisisce poteri magici attraverso un sito internet.
La serie è uno spin-off di Magical Girl Apocalypse ed è stata pubblicata su Champion Tap! dal luglio 2013. Un adattamento anime, prodotto dalla production doA è stato trasmesso a partire dal 6 aprile 2018. Il manga è inedito in Italia.

## Trama
Aya Asagiri è una ragazza delle scuole medie vittima sia di bullismo a scuola, che di abusi a casa da parte del fratello. Un giorno un sito internet appare sul suo computer mostrando una persona dall'aspetto inquietante che le promette di farla diventare una maga. Il giorno seguente a scuola trova nel suo armadietto una pistola che userà successivamente per proteggersi da due bulli. Lo sparo fa sparire gli aggressori ma in qualche modo questi ultimi vengono travolti e uccisi da un treno lì vicino. Più tardi scoprirà che non è l'unica ragazza ad avere uno di questi ''stick'' che conferiscono poteri magici. Scoprirà in seguito che utilizzare tali oggetti comporterà un caro prezzo. Più lei userà tali poteri, più in fretta si accorcerà la sua vita, facendo invecchiare precocemente i suoi organi interni.

## Personaggi
Aya Asagiri (朝霧 彩?, Asagiri Aya)
Doppiata da: Yuko Ōno
Aya è la protagonista della storia. È una quattordicenne frequentante la scuola media con lunghi capelli neri ed occhi viola. All'inizio della serie, a causa del suo carattere remissivo, è vittima di bullismo a scuola e viene picchiata a casa da suo fratello, il quale la usa come cuscino antistress. Ha una personalità molto gentile, che viene mostrata quando si prende cura di un gattino abbandonato che viene successivamente ucciso da una delle sue persecutrici. Dopo aver ottenuto il suo stick è molto riluttante ad usarlo perché non vuole uccidere le persone. Ma quando la sua stessa vita è in pericolo, scopre di non avere altra scelta che usarla per rimanere in vita. Il suo stick è una pistola che spara un fumo a forma di cuore e teletrasporta il bersaglio della posizione in cui si trovava prima a quella immaginata dall'utente. I capelli di Aya diventano più lunghi e il colore cambia da nero a rosso quando usa la sua arma. Inoltre perde del sangue dagli occhi. L'emblema sulla sua arma, nei suoi occhi e sul suo polso sinistro quando usa la sua bacchetta è un cuore rosso. La sua abilità speciale è il leggere e la sua forza risiede nella sua personalità calorosa. Le cose preferite di Aya includono la frutta, il cioccolato, i peluche e i cibi a base di carne. Più tardi, nei capitoli 104 e 105, viene rivelato che Aya è in realtà la sorella gemella maggiore di Tsuyuno separata dalla nascita. Dopo la sconfitta del Re, il capo di tutti gli Amministratori, riscrive la linea temporale di modo che tutti coloro che conosce, compreso l'oppressivo fratellastro, possano vivere una vita migliore rispetto a prima.
Tsuyuno Yatsumura (奴村 露乃?, Yatsumura Tsuyuno)
Doppiata da: Himika Akaneya
Tsuyuno è una compagna di classe di Aya che si rivela un'altra maga quando la salva da Sarina. Tsuyuno subì un trauma dopo aver assistito all'omicidio dei suoi genitori da parte di un ladro che entrò in casa sua quando era piccola. Il ladro le risparmiò la vita, dicendo che sarebbe tornato per lei una volta cresciuta. Da quel momento visse nel terrore fino alla comparsa dello stesso sito web visto da Aya, garantendole dei poteri magici. In seguito è in grado di rintracciare l'assassino dei suoi genitori e si vendica tenendolo in ostaggio nel suo appartamento, torturandolo ogni giorno. Dopo aver incontrato Aya, si offre di aiutarla e la conforta quando si spaventa, facendo sviluppare una forte amicizia tra le due. Dice ad Aya che ogni volta che usano i loro stick le loro vite si accorciano, scandite dal simbolo sul polso che inizia a scomparire ad ogni utilizzo. Usa la sua durata di vita nel tentativo di salvare Aya e i loro amici. Tsuyuno congela il tempo con uno stick che prende la forma di uno smartphone. Gli unici a non venire bloccati sono coloro che ha aggiunto ad una "lista delle eccezioni" all'interno dello smartphone. Quando usa lo stick, l'emblema negli occhi e sul polso è una falce di luna gialla. Il colore dei suoi capelli, normalmente biondi, sfuma nell'arancione, mentre il sangue le esce dalla bocca. Le sue cose preferite sono le verdure, i giochi per cellulare, il miele, lo yogurt, le cose carine e le mascotte. I capitoli 104 e 105 rivelano che in realtà è la sorella gemella minore perduta da tempo di Aya.
Rina Shioi (潮井 梨ナ?, Shioi Rina)
Doppiata da: Aina Suzuki
Rina è una ragazza di tredici anni con lo stesso aspetto della sorella maggiore di Sarina, effetto di uno stick con la forma di una macchina fotografica che permette di trasformarsi nella persona fotografata. Il suo aspetto originale includeva un corto bob grigio e lentiggini. In passato anche lei, come tutte coloro che vengono contattate dal sito, fu vittima di bullismo, al punto da non riuscire a guardare le cicale senza inorridire. Tsuyuno incontrò Rina online mentre cercava di capire cosa significasse il conto alla rovescia sul sito web. Rina inizialmente stava raccogliendo informazioni sulle altre ragazze magiche durante la sua scomparsa, avvenuta nello stesso momento in cui un'altra iniziò ad ucciderle alla follia. In seguito si rivelerà essere lei l'assassina, soprannominata "Magical Hunter", e che ha ucciso le altre maghe per ottenere i loro stick per sopravvivere. Il suo stick originale è un martello. Il suo emblema è un diamante blu che appare nei suoi occhi, mentre i suoi capelli rosa sfumano nell'azzurro e il sangue le scorre dal naso quando usa uno stick. Informa Tsuyuno e Aya di aver scoperto che il conto alla rovescia sta segnando quanto manca alla fine dell'umanità. Le due sono in grado di sottomettere Rina, ma prima che sia in grado di dire loro la sua fonte, cade in coma a causa dell'abuso di tutti gli stick rubati. I dottori che in seguito la esaminano rimangono perplessi dal fatto che, nonostante sembri giovane, i suoi organi appaiono come quelli di una 70enne. Si riprende dal suo coma grazie a Kosame e in seguito diventa un'alleata, chiedendo persino scusa per il suo comportamento di prima. Le cose preferite di Rina includono i pancake, i computer e gli avocado.
Nijimi Anazawa (穴沢 虹海?, Anazawa Nijimi)
Doppiata da: Yū Serizawa
Soprannominata Nijimin, è il membro più famoso del gruppo idol "Inu Asobi" (Puppy Play). Aya e Tsuyuno provano a incontrarla perché era segnata come bersaglio sul "Diario dei Massacri" di Rina. Sebbene il suo comportamento normale sia molto vivace e amichevole, quando le viene mostrata una foto di Rina viene colta da rabbia omicida. Vuole vendicare la morte della sua amica, Mikado (un'altra ragazza magica), assassinata da Rina per rubarle lo stick a forma di matita meccanica della sua amica. In seguito si sente tradita quando viene a sapere che Aya e Tsuyuno le avevano tenuto nascosta la posizione di Rina in quanto non sapeva che avevano bisogno dell'aiuto di Rina per quanto riguarda la Tempesta. Anche Nijimin si innamora di Kaname, sebbene non sia a conoscenza del fatto che abusa di Aya fino a quando non le ruba lo stick per poi usarlo per tendere un'imboscata alle altre. Nijimin può controllare la mente di chiunque, comprese le altre ragazze magiche e gli Amministratori col suo stick, un paio di mutandine. L'emblema su di esso, negli occhi e sul polso sinistro quando lo usa è una picca viola. I suoi cambiamenti fisici durante l'utilizzo della bacchetta sono nascosti da lenti a contatto che nascondono l'emblema nei suoi occhi, i capelli tinti che nascondono il cambio di colore dei capelli e il correttore applicato sul polso per coprire l'emblema di durata della vita. Le cose preferite di Nijimin sono le mele, il tè al latte di tapioca e i cani.
Kosame Amagai (雨谷 小雨?, Amagai Kosame)
Doppiata da: Yumi Hara
Kosame appare per la prima volta alla fine del terzo volume quando guarisce Rina, permettendole di svegliarsi dal coma e si presenta come "una maga di un altro sito di maghe". Indossa una benda sull'occhio sinistro e spesso porta con sé un peluche. Il suo stick è un temperino che può usare per curare i suoi amici tagliandosi e lasciando che il suo sangue fluisca nella loro bocca o nelle ferite aperte. Kosame soffre di cancro e il medico le ha diagnosticato che avrebbe vissuto per altri sei mesi. Fortemente depressa dalla notizia, iniziò a praticare l'autolesionismo tagliandosi il polso sinistro. Il suo emblema è la lettera Q che appare sul lato destro del collo quando usa lo stick. Viene soprannominata "Mental Girl" da Rina a causa delle sue improvvise manifestazioni di follia che le fanno ossessivamente desiderare di tagliarsi, portandola ad assumere degli psicofarmaci per sopprimerla.
Sarina Shizukume (雫芽 さりな?, Shizukume Sarina)
Doppiata da: Haruka Yamazaki
Sarina è il capo di un trio di bulle che tormentavano Aya senza pietà tutti i giorni da quando si era trasferita nella loro scuola, vedendola come una persona debole. Quando una delle sue amiche, Erika, muore a causa dello stick di Aya, sospetta immediatamente di quest'ultima, portandola all'insana decisione di tagliarle la lingua con un cutter nel bagno delle ragazze. Aya viene salvata in extremis da Tsuyuno, la quale prende l'attrezzo dalla mano di Sarina per tagliarle la gola mentre il tempo è congelato. Tuttavia sopravvive alla ferita, e finisce nello stesso ospedale dove era stata ricoverata Rina. Apprende poi che erano state Aya e Tsuyuno a causarle la ferita. Le sente inoltre parlare dell'esistenza delle maghe. A differenza della maggior parte di esse, Sarina riceve lo stick direttamente da Nana (l'Amministratore del sito Web delle maghe), con la forma di uno yo-yo con l'emblema phi arancione (Φ). L'oggetto possiede la capacità di tagliare gli oggetti come se fossero fatti di carta. I suoi capelli rossi sfumano nel giallo-arancione e il sangue le scorre dalle orecchie. Viene quindi inviata per completare la missione di Rina di collezionare i vari stick, accettando di buon grado per potersi vendicare. Secondo quanto riferito, Sarina viene uccisa da Nana nel terzo volume del manga quando chiede se vale la pena essere l'unico sopravvissuto al termine di Tempest. Alla fine del quinto volume, tuttavia, si suggerisce che potrebbe essere sopravvissuta. Ha collaborato con Alice e in seguito con Aya e il resto delle ragazze magiche per aiutare la distruzione degli Amministratori del sito.
Kaname Asagiri (朝霧 要?, Asagiri Kaname)
Doppiato da: Nobuhiko Okamoto
E' il fratello maggiore di Aya Asagiri. Soffre di un terribile stress per lo studio che sfoga su sua sorella bulizzandola. Scopre di nascosto che Aya è una maga e così anche le sue amiche, pensa così che imposessandosi della loro magia di diventare qualcuno di superiore. Nel manga viene rivelato che Kaname era vittima degli abusi del padre. Egli che non aveva mai potuto frequentare l'università, impose a suo figlio di diventare il migliore in assoluto della scuola e raggiungere tutti i traguardi che non era stato in grado di raggiungere da ragazzo. Asagiri venne torturato sia fisicamente che psicologicamente, odiando tremendamente il padre.
Kiyoharu Suirenji (水蓮寺 清春?, Suirenji Kiyoharu)
Doppiata da: Eriko Matsui
Takiguchi Asahi (滝口 あさひ?, Asahi Takiguchi)
Doppiata da: Lynn
Izumigamine Mikari (泉ヶ峰 みかり?, Mikari Izumigamine)
Doppiata da: Kaede Hondo
Ringa Sayuki (燐賀 紗雪?, Sayuki Ringa)
Doppiata da: Mao Ichimichi

## Media

### Manga
Sono stati pubblicati 11 volumi tra l'uscita del manga e maggio 2018.
| Nº | Data di prima pubblicazione | Data di prima pubblicazione | Data di prima pubblicazione |
| Nº | Giapponese                  | Giapponese                  |                             |
| -- | --------------------------- | --------------------------- | --------------------------- |
| 1  | 7 marzo 2014                | ISBN 978-4-253-22401-7      |                             |
| 2  | 8 settembre 2014            | ISBN 978-4-253-22402-4      |                             |
| 3  | 6 marzo 2015                | ISBN 978-4-253-22403-1      |                             |
| 4  | 6 novembre 2015             | ISBN 978-4-253-22404-8      |                             |
| 5  | 8 aprile 2016               | ISBN 978-4-253-22405-5      |                             |
| 6  | 8 settembre 2016            | ISBN 978-4-253-22406-2      |                             |
| 7  | 8 settembre 2017            | ISBN 978-4-253-22407-9      |                             |
| 8  | 5 gennaio 2018              | ISBN 978-4-253-22408-6      |                             |
| 9  | 8 marzo 2018                | ISBN 978-4-253-22409-3      |                             |
| 10 | 8 maggio 2018               | ISBN 978-4-253-22410-9      |                             |
| 11 | 8 agosto 2018               | ISBN 978-4-253-22411-6      |                             |

### Anime
L'8 settembre 2017 un adattamento anime è stato annunciato nel settimo volume del manga. La serie è stata presentata per la prima volta su MBS, TBS e BS-TBS il 7 aprile 2018 ed è diretta da Tadahito Matsubayashi dalla produzione doA, con Takayo Ikami che scrive gli script. Sia in Giappone che all'estero gli episodi sono stati distribuiti in streaming su Amazon Video. La sigla di apertura e chiusura sono rispettivamente Changing point, del gruppo idol i☆Ris e Zenzen tomodachi (ゼンゼントモダチ?) di Haruka Yamazaki.
| Nº | Titolo italiano Giapponese 「Kanji」 - Rōmaji                                         | In onda        | In onda |
| Nº | Titolo italiano Giapponese 「Kanji」 - Rōmaji                                         | Giapponese     |         |
| 1  | Magical Girl Site 「魔法少女サイト」 - Mahō shōjo saito                               | 7 aprile 2018  |         |
| 2  | Tempest 「テンペスト」 - Tenpesuto                                                    | 14 aprile 2018 |         |
| 3  | La principessa e la mela avvelenata 「毒りんごとお姫さま」 - Doku ringo to ohime-sama | 21 aprile 2018 |         |
| 4  | Il successore e lo studente trasferito 「後継者と転校生」 - Kōkeisha to tenkōsei      | 28 aprile 2018 |         |
| 5  | Vendetta e soluzione 「復讐と決意」 - Fukushū to ketsui                               | 5 maggio 2018  |         |
| 6  | Fake 「フェイク」 - Feiku                                                             | 12 maggio 2018 |         |
| 7  | Strategia comune 「共闘戦略」 - Kyōtō senryaku                                        | 19 maggio 2018 |         |
| 8  | L'ultima estate 「最後の夏」 - Saigo no natsu                                         | 26 maggio 2018 |         |
| 9  | Dio non mi abbandonerà 「神は僕を見離さない」 - Kami wa boku o mihanasanai            | 2 giugno 2018  |         |
| 10 | Rottura 「ブレキング」 - Burekingu                                                    | 9 giugno 2018  |         |
| 11 | Le ragazze ribelli 「反逆の少女たち」 - Hangyaku no shoujotachi                       | 15 giugno 2018 |         |
| 12 | Noi siamo... 「私たちは…」 - Watashitachiha…                                          | 22 giugno 2018 |         |